# Susan Atkins
Susan Denise Atkins (ur. 7 maja 1948, zm. 24 września 2009) – amerykańska morderczyni skazana na karę śmierci (po zmianie prawa stanowego zamienioną na dożywotnie pozbawienie wolności) za zabójstwo Sharon Tate (aktorki, żony Romana Polańskiego). Wśród jej ofiar byli również Abigail Folger, Wojciech Frykowski oraz Jay Sebring.

## Życiorys
Susan urodziła się w mieście San Gabriel niedaleko Los Angeles w stanie Kalifornia. Miała dwóch starszych braci. Jej rodzice Jeanette i Edward nadużywali alkoholu. Kiedy miała 13 lat, jej matka zmarła, a Susan wraz z braćmi została pod opieką ojca. Była bardzo wrażliwą dziewczynką, nauczyciele określali ją jako wyjątkowo cichą i nieśmiałą. Złe kontakty z ojcem i nieśmiałość spowodowały, że zaczęła tworzyć własny wyimaginowany świat. W roku 1967 dołączyła do „Rodziny” Charlesa Mansona. Podobnie jak reszta członków „Rodziny”, posługiwała się pseudonimami – Sexy Sadie i Sadie Mae Glutz. 8 sierpnia 1969 roku Susan Atkins wzięła udział w morderstwie Sharon Tate.
Za współudział w zabójstwach została skazana na śmierć, lecz wkrótce karę zamieniono na dożywocie z możliwością ubiegania się o warunkowe zwolnienie. Wyrok dożywotniego więzienia odsiadywała w (California Institution for Women) w mieście Chino w Kalifornii, niedaleko Los Angeles. Podczas pobytu w więzieniu dwa razy wyszła za mąż. Nie dostała pozwolenia na wcześniejsze opuszczenie więzienia.
2 września 2009 roku komisja badająca jej prośbę o przedterminowe zwolnienie odrzuciła je ze względu na brak zgody rodziny Polańskiego. Susan Atkins zmarła z powodu guza mózgu 24 września 2009 roku.